# Hans Baerwald (Physiker)
Hans Baerwald (* 28. November 1880 in Berlin; † 24. August 1946 in Hitchin, Hertfordshire) war ein deutscher Hochschullehrer für Physik.

## Leben
Johann Ludwig Baerwald wurde 1880 als Sohn des Salomon Baerwald und seiner Ehefrau Helene geb. Beißner in Berlin geboren. Er wurde protestantisch getauft. Er studierte von 1900 bis 1904 an der TH Berlin und an der Universität München. In Berlin erwarb er 1904 den Titel eines Diplom-Ingenieurs. Anschließend wechselte er an die Universität Freiburg im Breisgau und promovierte dort Ende Oktober 1906 zum Dr. phil.
Von 1907 bis 1910 war Baerwald Assistent bei Philipp Lenard an den Universitäten Kiel und Universität Heidelberg. Von 1910 bis 1911 war er Assistent bei Wilhelm Wien an der Universität Würzburg, der 1911 den Nobelpreis für Physik für seine Arbeiten zur Wärmestrahlung erhalten hatte. Sein Nachfolger bei Wilhelm Wien wurde der ein Jahr jüngere Hans Rau.
Ab 1911 arbeitete Baerwald als Assistent am Physikalischen Institut bei Karl Schering an der TH Darmstadt. Dort habilitierte er sich im August 1912 und wurde zum Privatdozenten ernannt. Seine Habilitationsschrift trägt den Titel Über die Erregung der Erdalkaliphosphore durch Kanalstrahlen. Seine Antrittsvorlesung hielt er am 31. Oktober 1912.
Am Ersten Weltkrieg nahm Baerwald von 1914 bis 1918 im Landsturm teil. Baerwald gehörte neben weiteren 32 Darmstädter Hochschullehrern zu den Unterzeichnern der Erklärung der Hochschullehrer des Deutschen Reiches vom Oktober 1914.
Im August 1920 wurde Baerwald zum Titularprofessor der Physik an der TH Darmstadt ernannt. Zwei Jahre später erfolgte die Ernennung zum außerplanmäßigen Professur und zum 1. April 1930 die Ernennung zum außerordentlichen Professor für Theoretische Physik. Baerwald arbeitete eng mit Hans Rau zusammen, der seit November 1922 Professor für Experimentalphysik an der TH Darmstadt war.
Hans Baerwald war der wissenschaftliche Freund und Lehrer des späteren Nobelpreisträgers Gerhard Herzberg, der von 1924 bis 1928 an der TH Darmstadt studierte und promovierte und ab 1930 bei Hans Rau habilitierte.
Nach der sog. „Lieser“-Affäre an der TH Darmstadt wurde Hans Baerwald am 30. Juni 1933 zunächst unter Hinweis auf § 4 des Gesetzes zur Wiederherstellung des Berufsbeamtentums entlassen. Diese Entlassung wurde im Januar 1934 in eine Ruhestandsversetzung nach § 6 des o. g. Gesetzes umgewandelt.
Baerwald lebte zunächst weiter in Darmstadt. Er wurde Opfer der Novemberpogrome im Jahre 1938. Am 10. November 1938 wurde Hans Baerwald verhaftet und nach einem kurzen Aufenthalt in einem Darmstädter Gefängnis für einen Monat im KZ Buchenwald interniert und zur Emigration verpflichtet. Seine Frau durfte ihn dabei nicht begleiten. Im Mai 1939 ist Baerwald nach England emigriert, wohin seine Kinder bereits ausgewandert waren. Dort wurde er zunächst wieder verhaftet und fünf Monate interniert. Während der Jahre 1941 bis 1944 war er als Aushilfslehrer an den Universitäten Aberdeen, St. Andrews und Cardiff angestellt.
Nach dem Zweiten Weltkrieg wurde Baerwald jede akademische Tätigkeit in England untersagt. Er beantragte daher, an die TH Darmstadt zurückkehren zu dürfen, zumal seine Ehefrau noch in Darmstadt wohnte. Der damalige Rektor der TH Darmstadt Erich Reuleaux teilte ihm am 15. Mai 1946 mit, dass eine Wiedereinstellung beabsichtigt sei. Die Ausreise nach Deutschland soll ihm jedoch vom englischen Kriegsministerium ohne Angabe von Gründen verwehrt worden sein. Hans Baerwald starb an den Folgen eines Herzinfarkts am 24. August 1946.
Johann Baerwald war seit Dezember 1913 mit Ella Fiebrand (1887–1953) verheiratet. Aus der Ehe sind die Zwillinge Charlotte (1914–1982) und Werner (* 1914) hervorgegangen.

## Ehrungen
- 15. März 2010: Zur Erinnerung an Hans Baerwald wurde ein Stolperstein vor dem Physikalischen Institut der TU Darmstadt in der Hochschulstraße in Darmstadt verlegt.

## Veröffentlichungen
- 1909: Zur Kenntnis der Elektrizitätsträger in Gasen (zus. mit A. Becker), Heidelberg.
- 1912: Über die Erregung der Erdalkaliphosphore durch Kanalstrahlen, Habilitationsschrift, Darmstadt.
- 1913: Über die Bedeutung der neueren Naturforschung für die Erkenntnistheorie, Antrittsvorlesung 1912, Darmstadt